# マイク・ウォーカー
マイケル・ウォーカー（Michael Walker, 1988年6月12日 - ）は、アメリカ合衆国カリフォルニア州メアリービル出身のプロ野球選手（捕手）。

## 経歴
2010年のMLBドラフトでミルウォーキー・ブルワーズから14巡目指名を受け入団。
2013年に第3回WBCオーストラリア代表に選出された。
2017年2月9日に第4回WBC本戦のオーストラリア代表に選出されたが、指を負傷し辞退した。

## 詳細情報

### 代表歴
- 2013 ワールド・ベースボール・クラシック・オーストラリア代表